# Bentley Bentayga
Bentley Bentayga este un crossover de lux cu cinci uși de dimensiuni medii, cu motor frontal, cu tracțiune integrală, comercializat de Bentley, începând cu anul model 2016. Caroseria sa este fabricată la uzina Volkswagen Zwickau-Mosel din Germania, apoi vopsită de Paintbox Editions în Banbury, Anglia, și în cele din urmă asamblate la fabrica Bentley din Crewe, Anglia.